# Whistler Mountain Bike Park

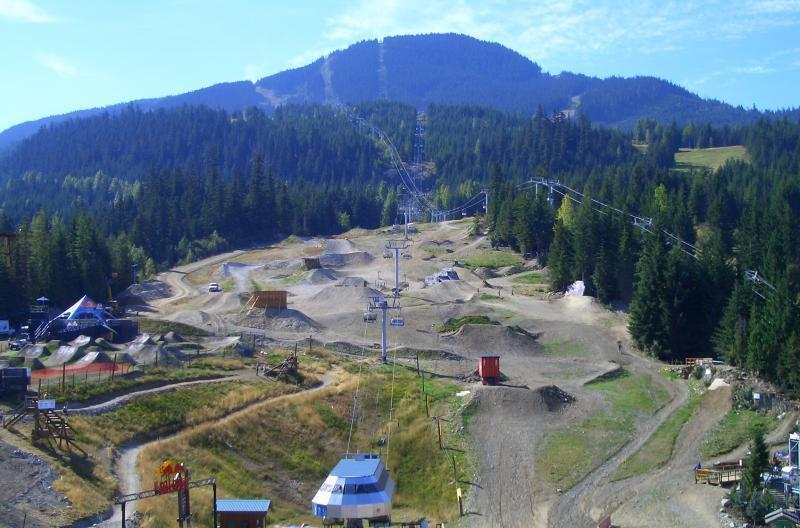
Übersicht über einen Teil des Fahrradparks.

Der Whistler Mountain Bike Park ist ein Fahrradpark in Whistler, British Columbia, Kanada. Er gilt als einer der populärsten Fahrradparks der Welt.

## Lage
Der Park erstreckt sich vom Gipfel des Whistler Mountain bis zum gleichnamigen Ort Whistler nordöstlich gelegen im Whistler-Tal bis zum Blackcomb Peak. Der Whistler Bike Park verfügt über eine hervorragende Infrastruktur, einschließlich mehrerer Seilbahnen und Lifte, die es Mountainbikern ermöglichen, schnell und einfach zu den verschiedenen Park Zonen zu gelangen. Darüber hinaus gibt es viele Serviceeinrichtungen wie Werkstätten, Fahrradvermietungen, Restaurants und Unterkünfte. 

## Geschichte
Schon seit Mitte der 1980er Jahre ist der Whistler Mountain ein beliebtes Ausflugsziel für Mountainbiker, als diese begannen, die Wanderwege auf dem Berg für das Mountainbiking zu nutzen oder eigene Trails erbauten.
Der Whistler Bike Park wurde offiziell im Jahr 1999 von der Whistler Blackcomb Holdings Inc., die auch die Skigebiete rund um den Whistler Mountain betreibt, eröffnet. Erreichte der Bikepark im Gründungsjahr noch Besucherzahlen von 11.000 Besuchern, so zählte der Park schon im Jahr 2009 über 120.000 Besucher aus der ganzen Welt. Die ersten Jahre waren geprägt von einer kontinuierlichen Erweiterung und Verbesserung des Parks, um Fahrern aller Schwierigkeitsgrade und Stilrichtungen gerecht zu werden. Ein wichtiger Meilenstein in der Geschichte des Parks war die Eröffnung der A-Line im Jahr 2004, einer bahnbrechenden Strecke, die als eine der ikonischsten Downhill-Strecken der Welt gilt.

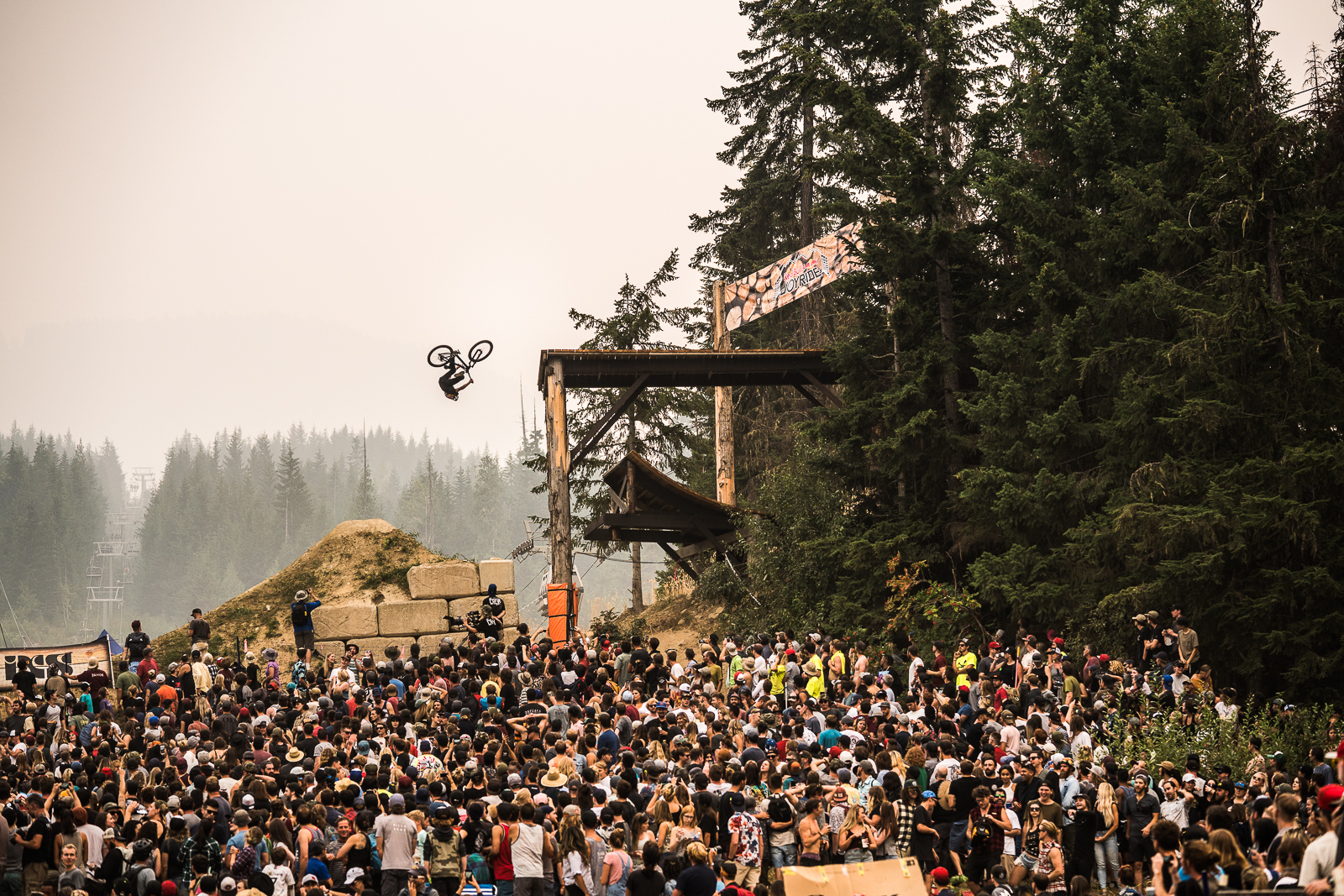
Zuschauermenge in Whistler bei der Crankworkx World Tour im Jahr 2018.

Der Park bietet besteht aus über 60 verschiedenen Strecken in Varianten wie Downhill, Freeride und Slopestyle, das Streckennetz ist insgesamt über 200 Kilometer lang.
Die Western Canada Mountain Bike Tourism Association gab im Jahr 2006 eine Studie im Auftrag in der festgestellt wurde, dass die Gesamtausgaben der Besucher in Whistler, die dem Mountainbiking zuzuschreiben sind, in den drei Sommermonaten zwischen Juni und September 34,3 Millionen Dollar überstiegen.
Im Jahr 2016 wurde der Whistler-Blackcomp Komplex mit Bikepark, Skigebiet, Hotels und Anlagen an die Investmentfirma Vail Resorts aus Colorado verkauft, die schon einige Bike Parks betreibt.
Durch die Ausrichtung von hochkarätigen Mountainbike-Veranstaltungen wie der Red Bull Crankworx World Tour, seit dem Jahr 2004, und dem Red Bull Joyride wurde der Whistler Bike Park zum Treffpunkt für Top-Fahrer aus der ganzen Welt. Die Medienberichterstattung und Mundpropaganda trugen dazu bei, den Ruf des Parks als weltweites Mekka für Mountainbiker zu festigen. Der Park wurde regelmäßig als der beste Bike Park der Welt ausgezeichnet und gewann zahlreiche Auszeichnungen, darunter den "World's Best Bike Park" von der Zeitschrift Bike Magazine.

## Trails und Gelände

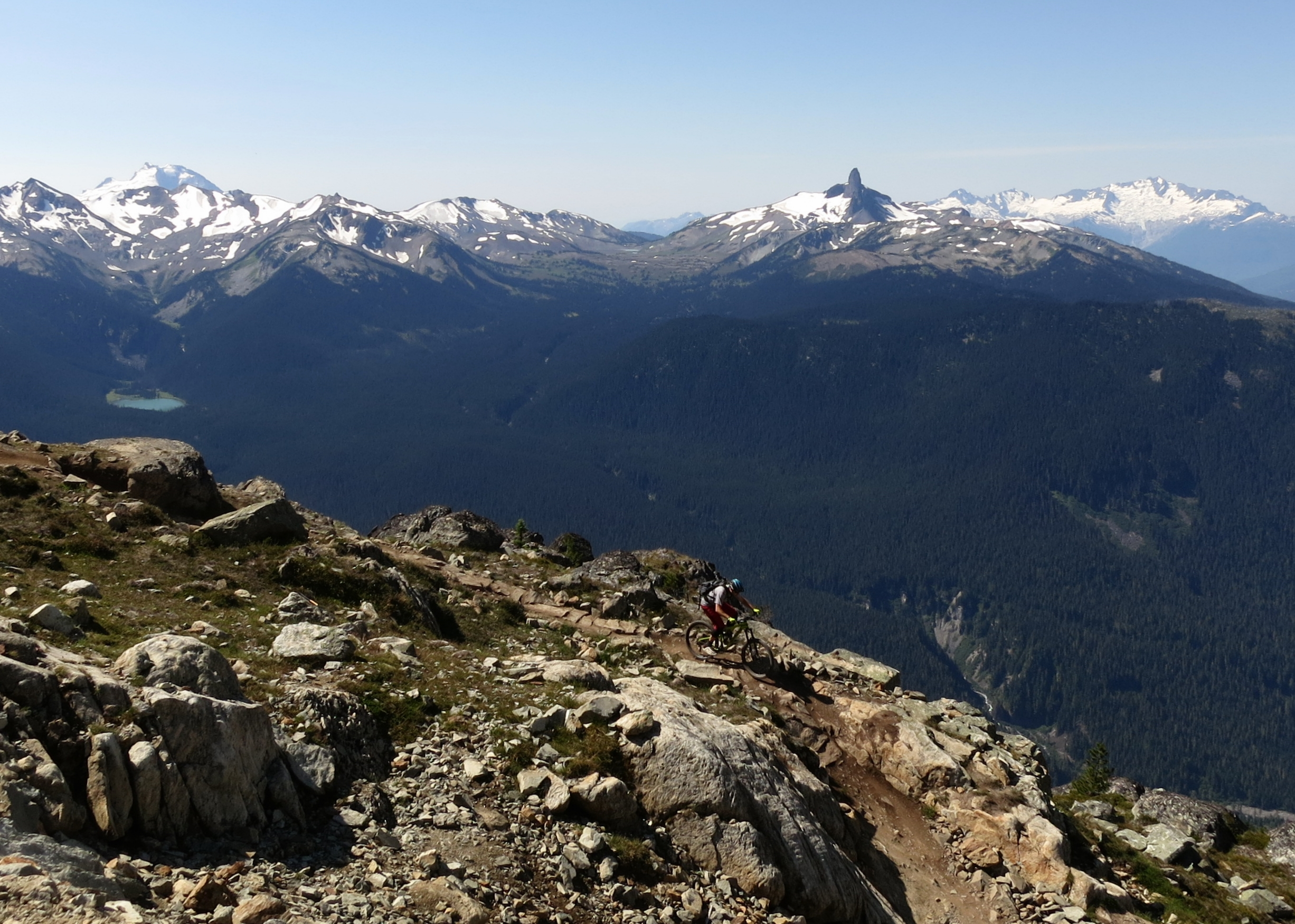
Mountainbiketrail am Gipfel des Whistler Mountains.

Aufgeteilt wird der Park in vier Zonen, benannt: Fitzsimmons, Garbanzo, Creek und Peak. 
Die Fitzsimmons Zone ist das Herzstück, und die zugleich älteste Zone, des Whistler Bike Parks und bietet eine Vielzahl von Strecken für alle Fahrerfähigkeiten. Hier finden sich der größten Vielfalt an Strecken für jede Schwierigkeitsstufe, viele Strecken befinden sich im Tal oder führen durch Wald Einige der bekanntesten Strecken in der Fitzsimmons Zone sind "A-Line", "B-Line", "Dirt Merchant" und "Crank It Up". 
Die Garbanzo Zone wurde im Jahr 2004 eröffnet. Diese Zone ist für fortgeschrittene Fahrer gedacht und bietet lange, technische Strecken mit vielen Steinen, Wurzeln und Sprüngen. 
Ebenfalls für fortgeschrittene Fahrer ist die Creek Zone die an den beiden Fitzsimmons und Garbanzo Zonen angrenzt.
Die Peak Zone befindet sich auf den Gipfel des Whistler Mountain auf 2181 Metern Höhe. Hier beginnen zwei steile und felsige Strecken hinab in das Tal, welche für fortgeschrittene Fahrer empfohlen sind. Einige der bekanntesten Strecken in der Peak Zone sind "Top of the World", "Khyber Pass" und "Peak to Creek". Befinden sich die Strecken auf dem Gipfel des Berges noch in der Tundra so verlaufen sie unterhalb der Baumgrenze durch den gemäßigten Regenwald Kanadas, einen Großteil des Baumbestands machen Schierlingstannen aus.
Mithilfe von fünf Seil- oder Gondelbahnen können Besucher sich zwischen den Arealen bewegen:
1. Whistler Village Gondola: Die Gondelbahn bringt die Mountainbiker von der Basisstation im Whistler Village in die Fitzsimmons Zone, wo sie Zugang zu vielen Strecken haben.
2. Fitzsimmons Express: Der Express-Sessellift bringt die Mountainbiker von der Basisstation in der Nähe des Whistler Village auf den Berg zwischen die Fitzsimmons und der Garbanzo Zone.
3. Garbanzo Express: Der Express-Sessellift bringt die Mountainbiker von der Basisstation im unteren Teil des Berges auf eine höhere Ebene in der Garbanzo Zone.
4. Peak Chair: Der Sessellift bringt die Mountainbiker auf den Gipfel des Whistler Mountains.
5. Creekside Gondola: Die Gondelbahn bringt die Mountainbiker von der Basisstation im Creekside-Bereich des Parks auf den Berg.